# Kokko (ö i Norra Savolax)
Kokko är en ö i Finland. Den ligger i sjön Juurusvesi och Akonvesi och i kommunen Siilinjärvi i den ekonomiska regionen  Kuopio ekonomiska region  och landskapet Norra Savolax, i den centrala delen av landet, 300 km nordost om huvudstaden Helsingfors. Öns area är 10,2 hektar och dess största längd är 0,7 kilometer i sydöst-nordvästlig riktning.